# Ние, геолозите
Ние, геолозите е българска телевизионна новела по разказа „Романтика“ на Дончо Цончев от 1976 година по сценарий Георги Костов. Режисьор е Орфей Цоков, а оператор Георги Атанасов .

## Актьорски състав
| В главните роли | Изпълнител       |
| --------------- | ---------------- |
| горският        | Георги Парцалев  |
| попът           | Георги Калоянчев |
|                 | Николай Узунов   |
|                 | магарето Буцефал |
|                 | козата Клеопатра |